# Tomb Raider III
Tomb Raider III (también conocido como Tomb Raider III: Adventures of Lara Croft) es un videojuego de acción y aventura de disparos en tercera persona desarrollado por Core Design y distribuido por Eidos Interactive.  Fue lanzado para las plataformas PlayStation y Microsoft Windows en 1998. Tomb Raider III es el tercer título de la serie Tomb Raider y una secuela de Tomb Raider II. La historia del juego sigue la arqueóloga y aventurera Lara Croft  mientras se embarca en una búsqueda para recuperar cuatro piezas de un meteorito que están esparcidas por todo el mundo. Para progresar en el juego, el jugador debe completar una serie de niveles que implican resolver, acertijos, atravesar lugares peligrosos y derrotar enemigos.
Tomb Raider III se construyó sobre una versión mejorada del motor Tomb Raider que fue utilizado por sus predecesores. El motor ofrece una mejor eficiencia de velocidad y nuevas características gráficas como la iluminación de color y los polígonos triangulares, lo que permite a los desarrolladores lograr un mayor detalle y una geometría más compleja. El juego fue diseñado para estar más en línea con la jugabilidad de resolución de rompecabezas del original, en lugar del estilo más orientado al tiro de Tomb Raider II.
Acompañado por una extensa campaña de marketing, Tomb Raider III fue un éxito comercial, vendiendo alrededor de seis millones de copias en todo el mundo. Aunque el juego recibió críticas generalmente favorables, no le fue tan bien como a sus predecesores, y los críticos generalmente estuvieron de acuerdo en que el juego no cambió la misma fórmula probada y probada. El difícil e implacable sistema de juego también recibió algunas críticas. Tomb Raider III fue portado a ordenadores Mac OS en 1999 y lanzado como PSOne Classic en PlayStation Network en 2011. En el año 2000 se lanzó una expansión independiente con seis nuevos niveles, titulada Tomb Raider III: The Lost Artefact. Una versión remasterizada del juego y su paquete de expansión The Lost Artefact se incluyeron en la colección Tomb Raider I-III Remastered en 2024.

## Historia
Tomb Raider III comienza con la imagen de hace millones de años, cuando un meteorito atraviesa la atmósfera de la Tierra, colisionando con el entonces cálido clima de la Antártida. La primera raza humana que descubrió estas tierras fue una tribu de polinesios. A pesar de las extremas condiciones climáticas, ahora heladas, había una anormal abundancia de vida alrededor del cráter del meteorito, por consiguiente, las tribus se instalaron en estas tierras lindantes al cráter. Generaciones más tarde, aterrorizados tras una serie de extraños acontecimientos catastróficos, los cuales les obligaron a huir, la tribu abandona estas tierras. En la actualidad, la misma área está siendo excavada por la empresa de investigación RX Tech, encabezada por el excéntrico Doctor escocés Mark Willard. El equipo recoge lecturas insólitas de la zona de impacto del meteorito, descubriendo con sorpresa el cuerpo congelado de un marinero del HMS Beagle, barco que utilizó Charles Darwin en sus viajes a lo largo del planeta. Parece ser que unos pocos marineros realizaron una pequeña incursión dentro del cráter.
La empresa RX Tech descubre el diario de uno de los marineros del HMS Beagle. A causa de la historia contada en él por los marineros, la compañía comienza a mostrar un interés especial en la excavación, no sólo en la zona del cráter, sino también en otras partes del planeta, lugares a los que viajaron los marineros de la expedición del HMS Beagle y en los cuales murieron. Uno de estos sitios es la India, donde Lara Croft busca el legendario artefacto Infada. Inconsciente de su verdadera historia, sólo sabe que en creencias locales se suponía que tenía grandes poderes y que había sido adorado por las distintas tribus que han habitado la zona a lo largo de los años. Pronto descubrirá que esto es solo el principio.

## El juego
El motor gráfico utilizado para Tomb Raider III es distinto que el utilizado para las dos entregas anteriores, es más rápido y dinámico, las texturas están más elaboradas, por lo tanto, los paisajes son más reales, las semitransparencias, unidas a los efectos de luz multicolor a la exposición al agua, las luces dinámicas que se adaptan a la zona en la que te sitúes, nos adentran más en los escenarios. Lara también ha tenido una mejoría gráfica muy notable, con el incremento de polígonos, además incluye nuevos movimientos, como, la posibilidad de andar de rodillas, avanzar colgada de un techo, rodar después de una carrera, y la posibilidad de esprintar. También hay nuevos detalles gráficos como el humo de las pistolas tras disparar y los casquillos que saltan con cada disparo.
En el apartado de las armas, se le suman a las ya clásicas de la saga, un mejorado lanza granadas, un lanzacohetes, y la pistola Desert Eagle. El Fusil M16 es sustituido en esta edición por el MP5. Y en cuanto a los vehículos, como novedad, Lara puede utilizar un "quad", un "kayak", una unidad de propulsión submarina, una barca y una vagoneta mina.
También nos encontramos con nuevos peligros como las arenas movedizas, pirañas y serpientes que con su picadura nos envenenaran, necesitando Lara que tomar un botiquín para neutralizar el veneno.
El objetivo del juego permanece inalterado, aunque el Tomb Raider III posiblemente tenga menos tumbas para explorar que los juegos anteriores. La mayor parte de niveles se sitúan en un ambiente más moderno, y esta edición introduce un nuevo elemento del juego, la infiltración, posibilidad de adentrarte en sitios con sigilo sin ser visto. Por ejemplo en la aventura de Nevada, es a veces preferible no enfrentarte a los guardias y pasar sin ser visto.
A diferencia de las anteriores entregas, donde se podía salvar la partida en cualquier parte del juego, Tomb Raider III inserta el Cristal de Guardar Partida, que como su nombre lo indica son necesarios para salvar las partidas, una vez por cada cristal obtenido. Por alguna razón, en la versión para PC sí se puede guardar la partida en cualquier momento y los cristales servirán para restaurar la vida.
Según el nivel en el que nos encontremos, la ropa de Lara varía, ya que usa cazadora polar y pantalones militares, pantalones cortos y top, así como un traje negro de cuero y el traje clásico, pues es un juego de aventura.

## Niveles

### Mansión de Lara
Dentro de su mansión Lara podrá practicar y entrenarse para dar comienzo la aventura. También Lara tendrá que encontrar algún secreto en la mansión, aunque no formara parte de la trama principal del juego, como estos dos:

#### El Museo De Lara
El museo de Lara es un rincón en el que ella guarda una serie de artefactos recolectados a lo largo de sus aventuras .Para poder entrar en esta habitación, se debe activar el interruptor que hay detrás del trampolín de la piscina, abriéndose
una puerta en el hall. Entonces, hay que dirigirse hacia ella y pulsar, nuevamente, otro interruptor, y esprintar para poder entrar.
Allí se encuentran los trozos del Scion, la Daga de Zian, la cabeza del t-rex y el Iris, entre otros secretos.

#### Llave de la Pista de Carreras
En la mansión de Lara hay una pista de carreras con un quad. Para conseguir la llave se tiene que ir a la biblioteca, que se encuentra en la primera planta a mano derecha. Nada más subir las escaleras de la biblioteca, a mano derecha están las estanterías de libros, si se busca bien, de ella sobresale un libro.
Al accionar el libro las llamas de la chimenea se apagan, ahora se entra en la chimenea y se busca la zona escalable que se encuentra a la izquierda. Una vez arriba se sigue el pasillo y se baja con cuidado hasta la siguiente sala, donde se ve una caja y una palanca.
Se tira de la caja en dirección derecha una vez, se deja al descubierto una caja de Bengalas, después se sube arriba de la caja, se ve otra caja dentro de un hueco, se tira de ella hacia afuera y después a la izquierda, descubriendo que se está en el ático de la mansión. Ahora la prueba de velocidad es, accionar la palanca, bajar las escaleras del ático a toda prisa esprintando, saltar las barandillas de las escaleras principales para caer al hall lo más rápido posible y entrar por la puerta por tiempo de la derecha.
Cuando se pasa la puerta con tiempo, se recogen del suelo las bengalas, y se acciona el interruptor de la derecha que abre la puerta de salida, se bajan las escaleras y se sigue hasta el final, se sale a una sala acuática con peces, donde hay un cajón de madera; en el techo hay una entrada. Se coloca el cajón correctamente para poder acceder al hueco de arriba. Una vez arriba, hay una sesión de buceo por el acuario.
Al caer al agua se nada hacia el cristal, y desde aquí se bordea toda la estancia hasta llegar al otro lado de por donde se tiró el avatar. Se ve un destello, es la Llave De Carreras, se vuelve sobre los pasos sin perder un segundo para evitar ahogamiento. Ahora se sale de la casa y se va al jardín, hacia la izquierda, se ve una puerta de rejas negras, pues allí espera el Quad de la pista de carreras.

### India
- Nivel 1: Jungla / Jungle
- Nivel 2: Ruinas de Templo / Temple Ruins
- Nivel 3: El Río Ganges / The River Ganges
- Nivel 4: Cuevas de Kaliya / Caves of Kaliya

### Nevada
- Nivel 5: Desierto de Nevada / Nevada Desert
- Nivel 6: Complejo de alta seguridad / High Security Compound
- Nivel 7: Área 51 / Área 51

### Islas del Pacífico Sur
- Nivel 8: Villa Costera / Coastal Village
- Nivel 9: Lugar del accidente / Crash Site
- Nivel 10: Garganta de Madubu/ Madubu Gorge
- Nivel 11: El Templo de Puna / Temple of Puna

### Londres
- Nivel 12: Muelle del Támesis / Thames Wharf
- Nivel 13: Aldwych / Aldwych
- Nivel 14: Verja de Lud / Lud's Gate
- Nivel 15: Ciudad / City

### Antártida
- Nivel 16: Antártida / Antartic
- Nivel 17: Minas RX Tech / RX Tech Mines
- Nivel 18: Ciudad perdida de Tinnos / Lost City of Tinnos
- Nivel 19: Cueva del Meteorito / Meteorite Cavern

### Nivel extra
Se accede a este nivel extra una vez completado el juego, encontrando los 59 secretos escondidos a lo largo de los 19 niveles anteriores y consiguiendo la llave de la catedral que se encuentra en Londres en el nivel "Muelle Del Támesis". En este nivel extra Lara vuelve a Londres para investigar los misterios de la catedral San Pablo.
- Nivel 20: Todos los Santos - All Hallows

## Tomb Raider 3 Gold: El Artefacto Perdido, Tomb Raider 3 Gold: The Lost Artifact

### Tierras Altas Escocesas
Niveles:
- 1. Higland Fling / Higland Fling
- 2. Guarida de Willard / Willard's Lair

### Eurotúnel
- 3. Acantilado de Shakespeare / Shakespeare Cliff

### Catacumbas de París
- 4. Durmiendo con los Peces / Sleeping with the Fishes
- 5. Es un Manicomio / It's a Madhouse
- 6. Reunión / Reunion

## Arsenal
- Pistolas, Escopeta, Lanza Arpones y Uzis: Son las mismas armas que siempre se usan. La escopeta sólo tiene una diferencia, es de cañón recortado.
- Águila del Desierto: Nueva arma que tiene una gran potencia de tiro.
- Lanzacohetes: Gran lanzacohetes que Lara lleva en varios niveles.
- MP5 Navy: Rifle de Asalto, reemplaza a la M16.
- Lanza Granadas: Es diferente al de Tomb Raider II.
- Botiquines y Bengalas: Los mismos.

## Personajes
- Lara Croft: Lara Croft
- Doctor Mark Willard: el científico que ha hecho la excavación en La Antártida con su empresa RX-Tech, contrata a Lara para buscar los meteoritos alrededor del planeta, pero luego se los roba a lara con la intención de doblar la teoría de la evolución y convertir a las personas en mutantes, el mismo se muta a propósito convirtiéndose en una araña.
- Tony: investigador de la industria RX-Tech con problemas mentales, jefe final de la fase India.
- Puna: uno de los monarcas de la tribu polinesia, vive en exilio en su templo conservando los poderes del artefacto, no tiene rostro.
- Sophia Leigh: empresaria de una industria de cosméticos con el que experimenta con personas utilizando el artefacto, las personas se quedan sin rostro mientras que sophia obtiene más belleza.
- Lud (el maldito): Lud fue uno de los primeros en ser experimentado por Sophia, vive en el fondo de las alcantarillas y no tiene cara, es fundador de una pandilla que vive en la estación de aldwych llamada "los malditos".
- Teniente: se estrelló con sus hombres en la isla de los polinesios, fue atacado por un dinosaurio que le mordió en la pierna. Cuando despertó no tenía tobillo y un caníbal se estaba haciendo el festín con él, logró huir y esconderse en una casa del árbol.
- Winston: mayordomo de Lady Croft.